# Westinghouse Electric Company

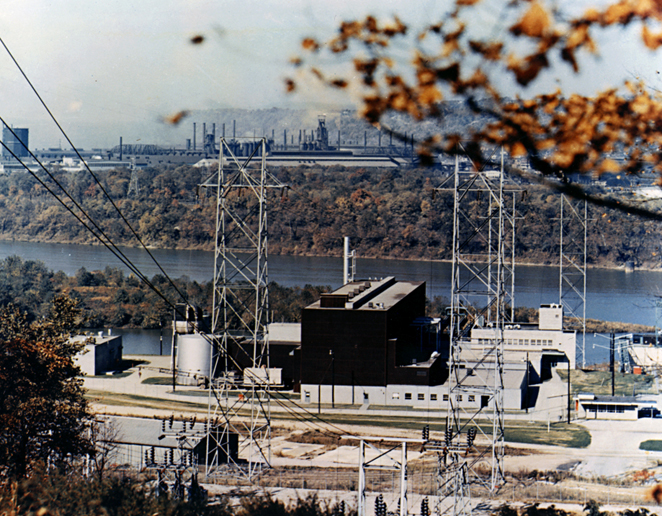
Westinghouse Kraftwerk Shippingport (USA)

Die Westinghouse Electric Company ist ein US-amerikanischer Hersteller von Kernkraftwerken, der 1999 aus dem Nuklearbereich der Westinghouse Electric Corporation hervorging. Von 2006 bis 2018 gehörte das Unternehmen zum Toshiba-Konzern. Nach einer durch Schwierigkeiten mit Neubauprojekten verursachten Insolvenz im Jahr 2017 wurde die Westinghouse Electric Company von Tochterfirmen der kanadischen Brookfield Asset Management und weiteren Partnern übernommen und aus der Insolvenz geführt. Seit November 2023 ist der kanadische Uranproduzent Cameco neuer Minderheitseigner.

## Geschichte
George Westinghouse gründete 1886 die Westinghouse Electric Company mit Sitz in Monroeville, Pennsylvania zur Herstellung von elektrischer Beleuchtung.
Das im Jahr 1945 in Westinghouse Electric Corporation umbenannte Unternehmen entwickelte in den 1950er-Jahren u. a. ein Konzept eines Kernkraftwerks mit Druckwasserreaktor, das in Deutschland von Siemens und in Frankreich von Framatome lizenziert und weiterentwickelt wurde. Der Kernreaktor war eine Weiterentwicklung des Druckwasserreaktors für Atom-U-Boote und atomgetriebene Schiffe, der ebenfalls unter Mitwirkung von Westinghouse entwickelt worden war.
Das erste kommerzielle Kernkraftwerk in den USA, das Kernkraftwerk Shippingport, wurde ab 1954 von Westinghouse gebaut und ging 1957 in Betrieb. 1962 erfolgte die Inbetriebnahme des allerersten Druckwasserreaktors auf europäischem Boden im Studienzentrum für Kernenergie im belgischen Mol. 1980 entließ Westinghouse aufgrund geringerer Nachfrage nach Kernkraft 1.000 Mitarbeiter des Werks in Tampa (Florida).
Nach der Übernahme von CBS im Jahr 1995 durch Westinghouse und darauffolgenden Umstrukturierungen wurde die Kernkraftwerksparte 1998 an die British Nuclear Fuels (BNFL) verkauft und in Westinghouse Electric Company (WEC) umbenannt. Im Februar 2006 übernahm der japanische Toshiba-Konzern für 5,4 Mrd. US$ die Nuklearaktivitäten von BNFL und führt diese unter dem Namen Westinghouse Electric Company weiter. Toshiba nutzt hierbei die Marke „Westinghouse“ unter Lizenz der Westinghouse Licensing Corporation.
WEC hält 52 % der Anteile am japanischen Kernbrennstoffhersteller Nuclear Fuel Industries.
In Europa ist die Westinghouse Electric Company mit der selbständigen Tochterfirma Westinghouse Electric Germany GmbH (Mannheim) vertreten. 430 Mitarbeiter (Stand 31. Dezember 2015) führen Kernkraftwerkrevisionen in Europa und Asien mit Robotersystemen durch, die in Mannheim entwickelt wurden. Bis zum Jahre 2000 gehörte diese Firma zum ABB-Konzern.
Im Jahre 2016 hatte Westinghouse „CB&I Stone & Webster“ übernommen. „Stone & Webster“ war eine Tochter der Chicago Bridge & Iron Company und umfasste das Nukleartechnikgeschäft des ehemaligen Maschinenbauunternehmens Stone & Webster. „CB&I Stone & Webster“ war als Subunternehmer Westinghouses beim Bau der Kernkraftwerke Vogtle und VC Summer involviert, die stark von Kostenüberschreitungen betroffen sind. Ende März 2017 beantragte WEC Gläubigerschutz nach Chapter 11, um weitere Auswirkungen auf das Mutterunternehmen Toshiba zu vermeiden. Zuvor waren mehrere Rettungspläne gescheitert, worauf das Unternehmen mehrmals die Bilanzpräsentation verschob. Um die hohen Verluste der Westinghouse Electric Company in den USA zu kompensieren, versucht Toshiba im Jahr 2017 einen Käufer für einen großen Teil seines profitablen Halbleitergeschäfts zu finden.
Zum 1. August 2018 wurde die Westinghouse Electric Company von Brookfield Business Partners L.P. (einer Tochtergesellschaft der kanadischen Brookfield Asset Management) und weiteren Partnern übernommen und die Insolvenz nach Chapter 11 aufgehoben.
Im Oktober 2022 kündigte Brookfield Renewable Partners L.P. (eine weitere Tochter von Brookfield Asset Management) gemeinsam mit dem ebenfalls kanadischen Uranproduzenten Cameco an, die Westinghouse Electric Company von Brookfield Business Partners zu übernehmen. Dabei soll ein Mehrheitsanteil von 51 % an Westinghouse bei Brookfield verbleiben, während Cameco die übrigen 49 % halten wird. Die Übernahme wurde im November 2023 abgeschlossen.